# CSR Sifang
CSR Qingdao Sifang Locomotive & Rolling Stock Co. Ltd. más conocida como CSR Sifang o CRRC Sifang es un fabricante de material ferroviario de China. La empresa pertenece a CRRC Corporation.
CSR Sifang construyó algunos trenes en cooperación con el fabricante japonés Kawasaki Heavy Industries, como el tren de alta velocidad para servicio doméstico o los trenes para servicio suburbano en Argentina.
Bombardier también se asoció con CSR Sifang para producir locomotoras y coches de pasajeros.

## Exportaciones

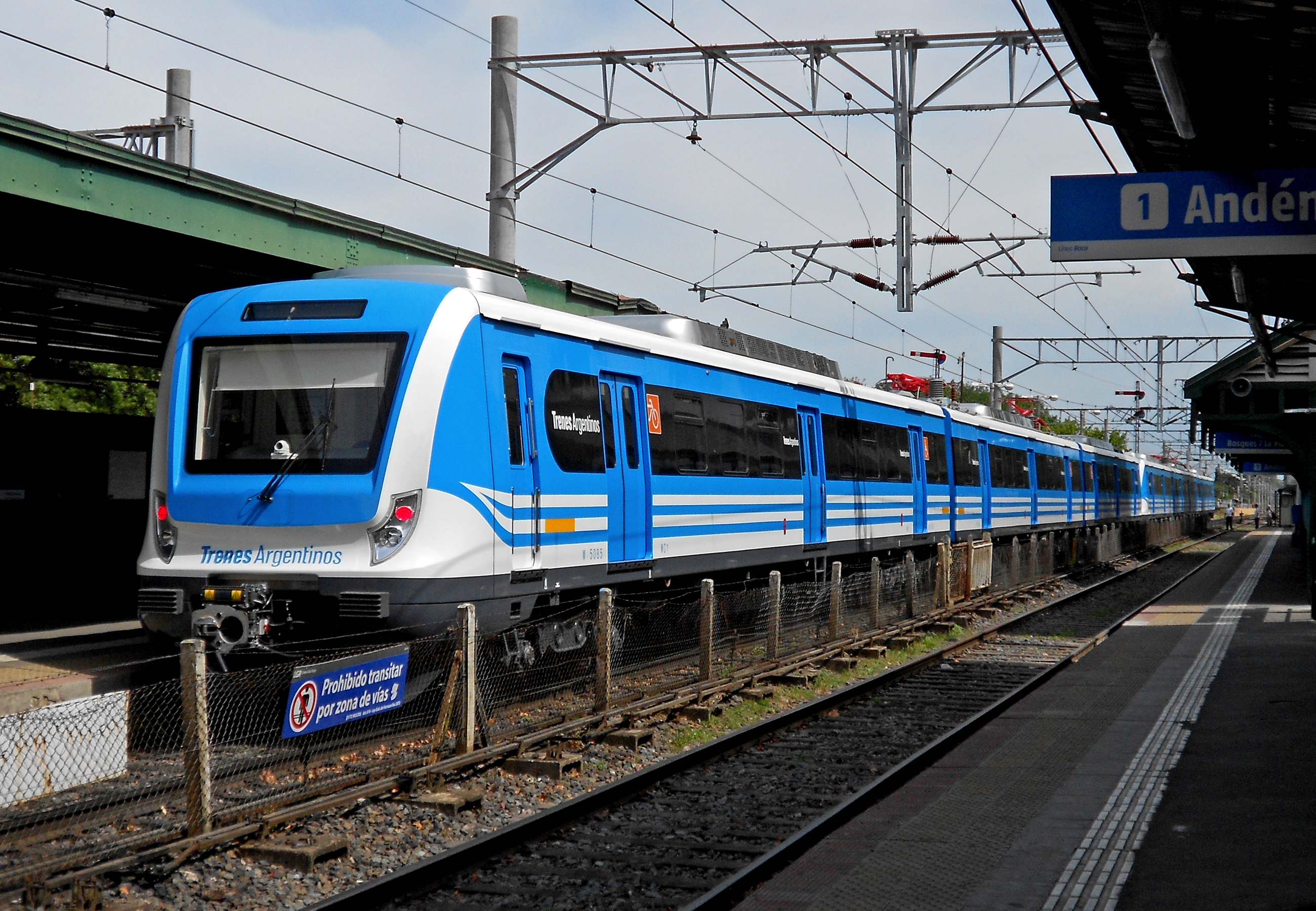
Formación EMU CSR Nº 08 en la Línea General Roca en funcionamiento en Quilmes.

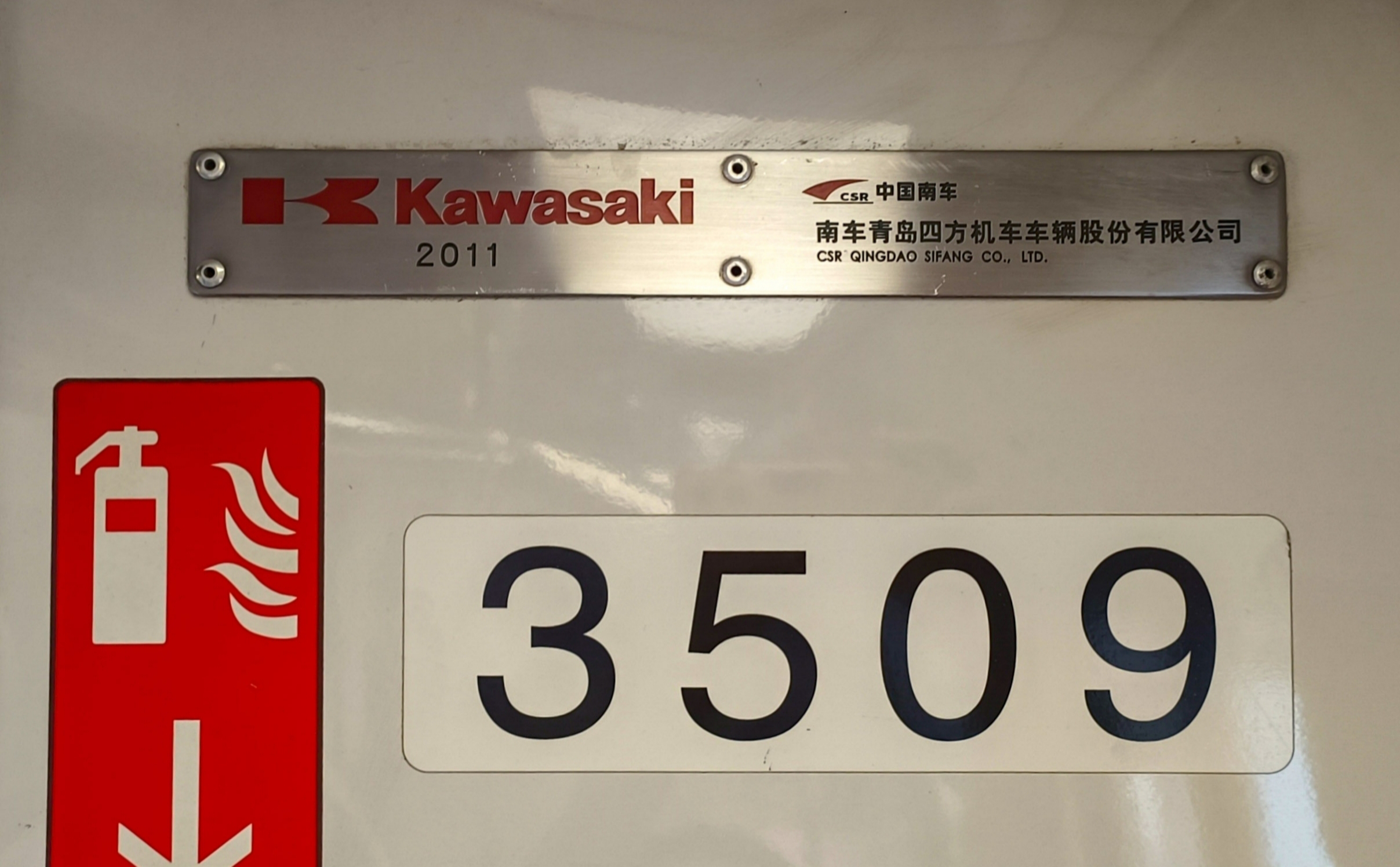
Placa de construcción Serie C151A, Singapur

### Argentina
CSR exporta material ferroviario a la Argentina desde 2015. Los envíos consistieron en trenes eléctricos para servicios suburbanos en Buenos Aires: 25 formaciones de 9 coches para la Línea Sarmiento, 30 formaciones de 6 coches para la Línea Mitre y 24 locomotoras y 160 coches para la Línea San Martín.  En noviembre de 2014, CSR Sifang firmó un acuerdo con el gobierno argentino para instalar una planta de producción en el país. 

### Costa Rica
En el 2019 la empresa se adjudicó un contrato de 8 trenes para INCOFER Costa Rica.

### Chile
En 2019, CSR Sifang ganó la licitación de la Empresa de los Ferrocarriles del Estado de Chile para fabricar material rodante nuevo, que consistió en 15 automotores de la Serie SFE/SFD,  (9 para el Biotren, y las 3 restantes para el tren Laja - Talcahuano), además de 3 formaciones diésel para el tren Victoria-Temuco. En 2022, entraron más formaciones eléctricas de la misma serie para el Metrotren Rancagua.
Sumado a esto, se adquirieron 6 trenes bimodales de la Serie SFB-500 para el tren Chillán - Estación Central. Esto para, en años siguientes, dar de baja los antiguos trenes serie 440 y 444 españoles adquiridos de Renfe, comprados entre 1995 y 2005.

## Imágenes

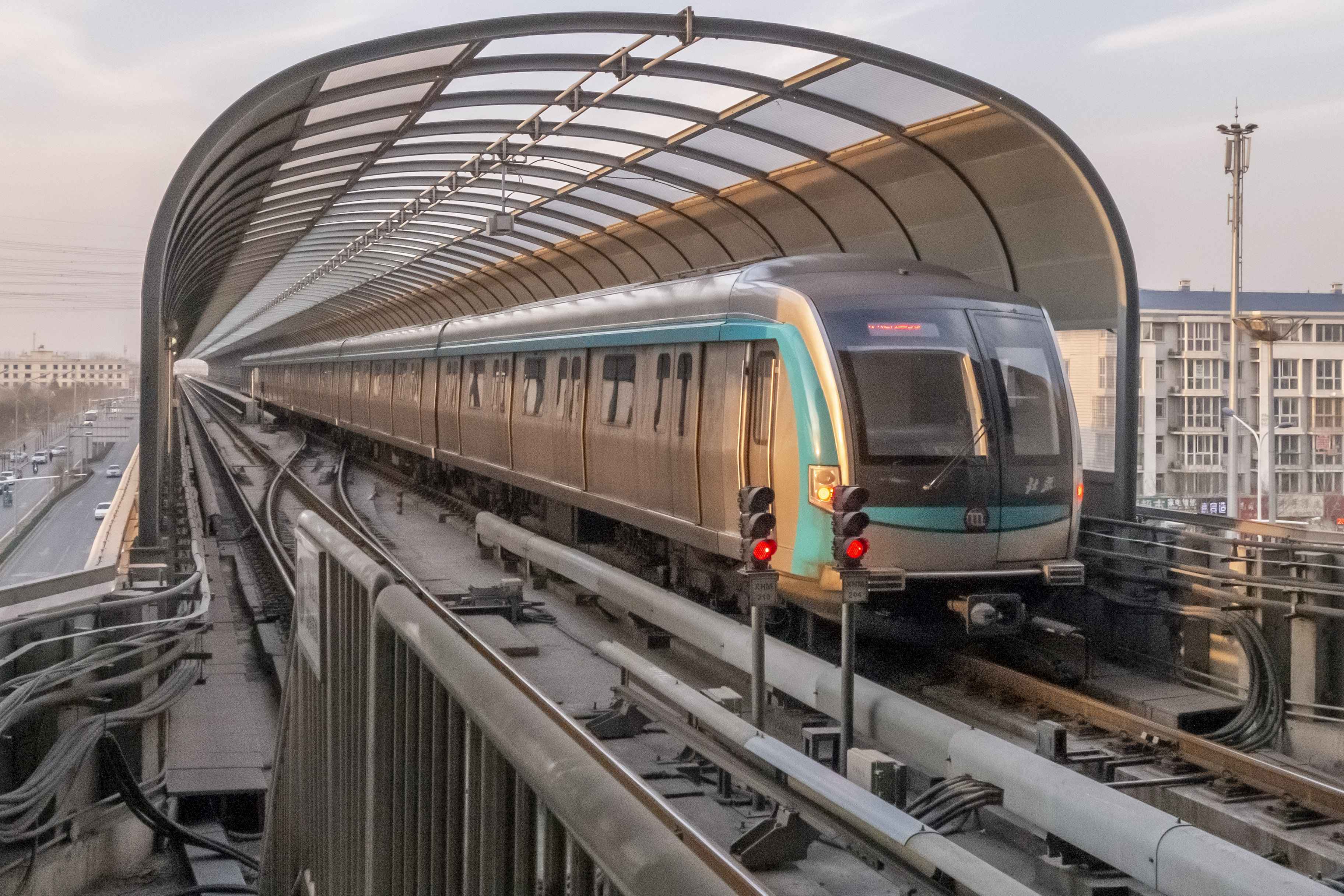
Tren del metro de Pekín.
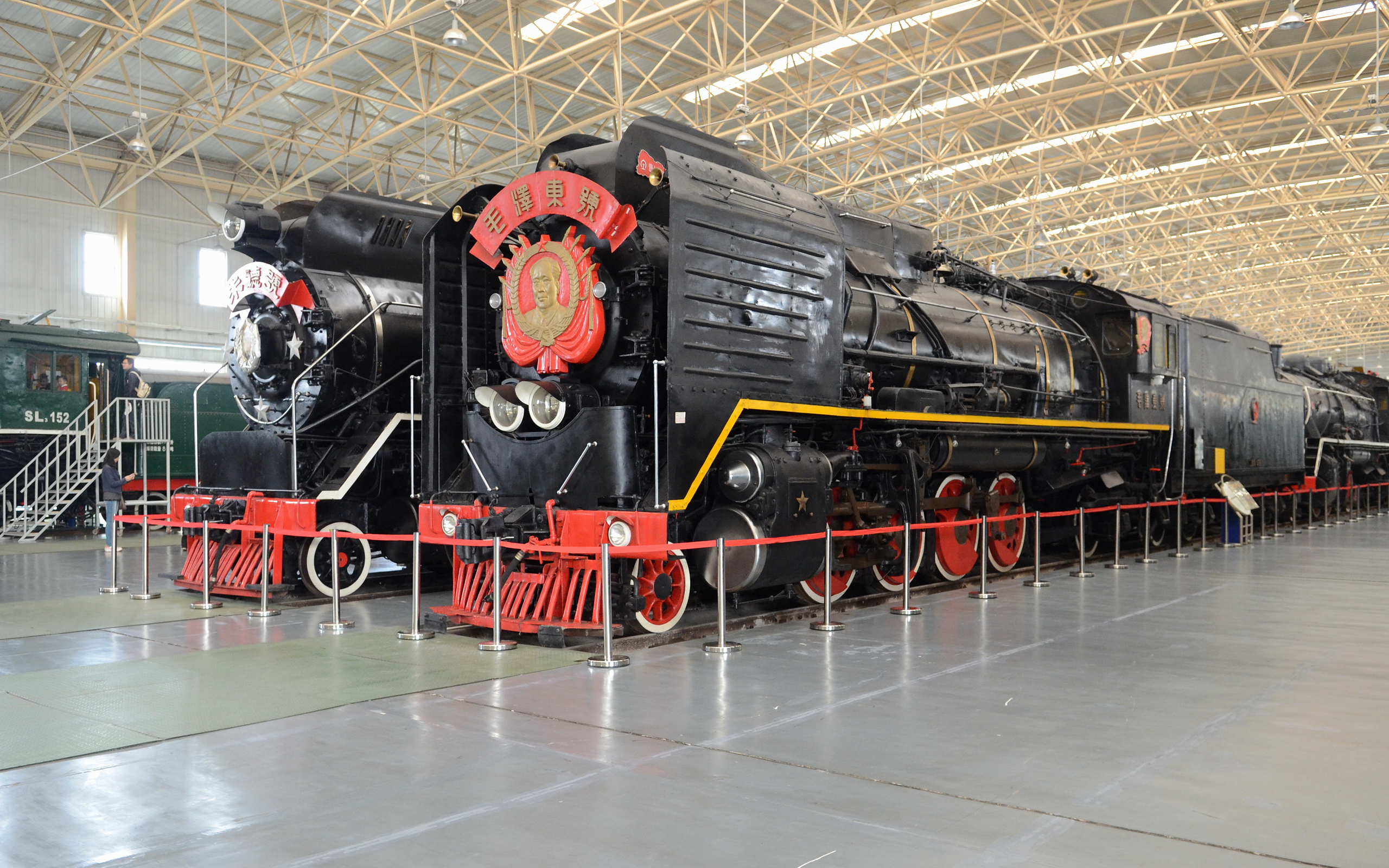
Locomotoras JF304 y JF1191 preservadas en el museo de Pekín.
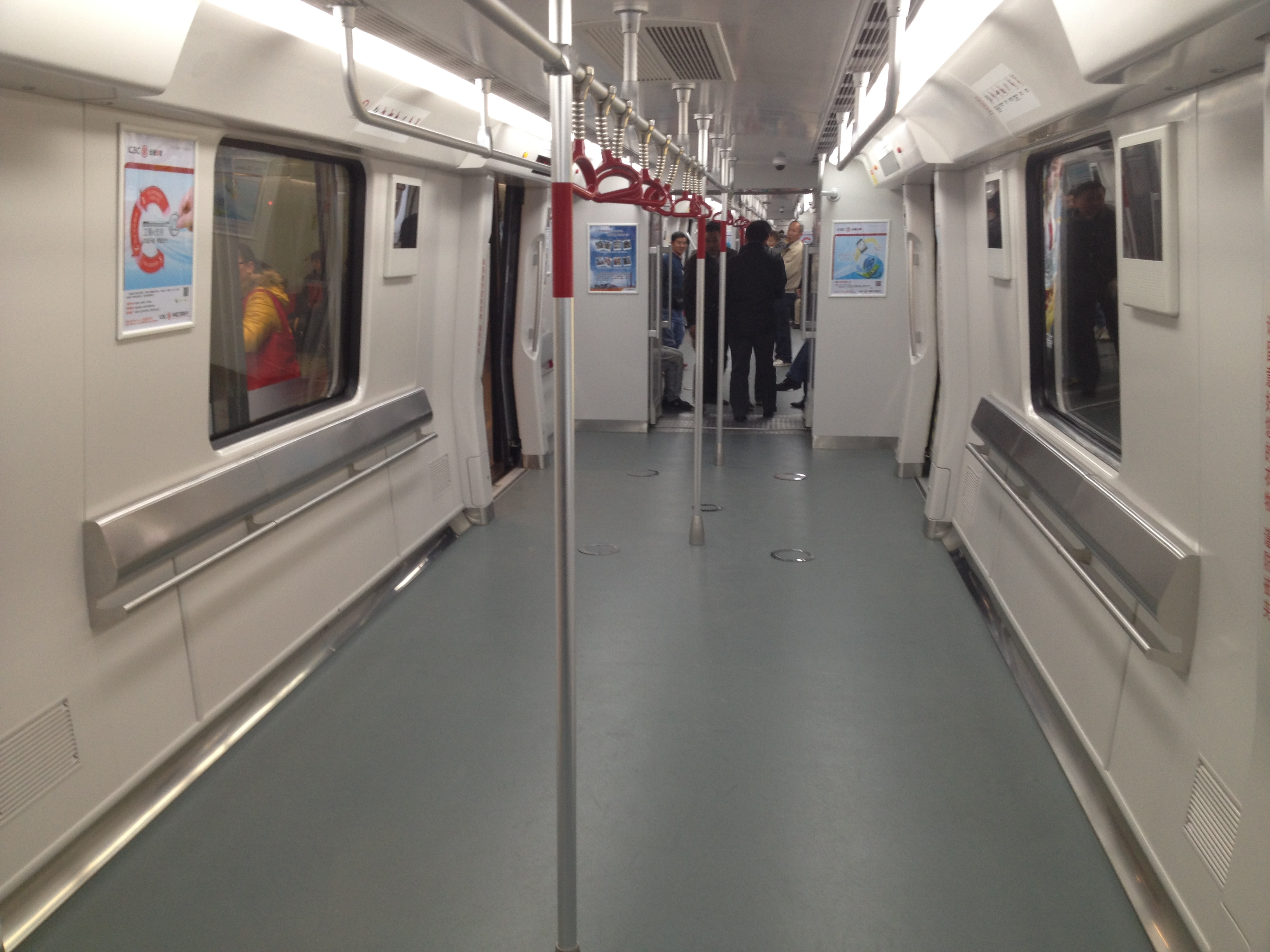
Interior de un coche del metro de Cantón.